# Veliki Vitao
Veliki Vitao är ett berg i Montenegro. Det ligger i den nordvästra delen av landet. Toppen på Veliki Vitao är 2 388 meter över havet.
Terrängen runt Veliki Vitao är bergig åt nordost, men åt sydväst är den kuperad. Veliki Vitao är den högsta punkten i trakten. Omgivningarna runt Veliki Vitao är en mosaik av jordbruksmark och naturlig växtlighet.